# William Lygon
William Lygon (20 février 1872 – New York, 14 novembre 1938), 7e comte Beauchamp, est un homme politique britannique qui devient maire de Worcester à l'âge de 23 ans.

## Biographie
Progressiste, il est surpris de se voir offrir le poste de vingt et unième gouverneur de Nouvelle-Galles du Sud en mai 1899. Bien qu'il ait les compétences pour l'emploi et sache s'attirer les grâces des artistes et écrivains locaux, il est impopulaire dans la colonie en raison d'une série de gaffes et de malentendus, en particulier sur la référence aux origines «de basse classe» des Australiens descendants de condamnés. Beauchamp retourne en Grande-Bretagne en 1900, où il rejoint le Parti libéral. 
Beauchamp est Lord Steward of the Household du roi Édouard VII puis conseiller privé en 1906. Il est membre du gouvernement libéral en tant que Lord President of the Council de juin à novembre 1910, First Commissioner of Works de 1910 à 1914, à nouveau Lord Président de 1914 à 1915, et chef du Parti libéral à la Chambre des Lords de 1924.

## Famille
Il a sept enfants. Son fils aîné William Lygon (8e comte Beauchamp) lui succède. Une de ses filles, Lady Mary Lygon, épouse le prince Vsevolod Ivanovitch de Russie. Son deuxième fils, Hugh Lygon (1904-1936), est ami d'Evelyn Waugh.